# Maya Hanoomanjee

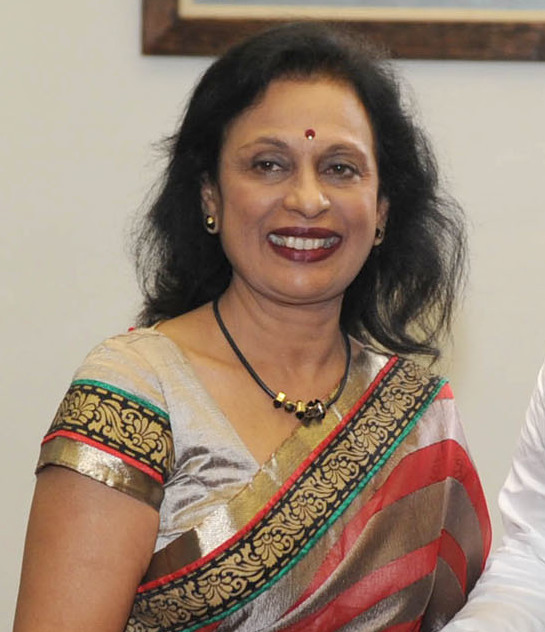
Mrs. Santi Bai Hanoomanjee, Speaker of the National Assembly of Mauritius 2015

Santi Bai 'Maya' Hanoomanjee GCSK (Hindi माया हनुमानजी geb. Ghose, 5. Oktober 1952) ist High Commissioner (Hochkommissarin) von Mauritius in Indien. Sie ist eine Politikerin und frühere Beamte und war von Dezember 2014 bis November 2019 Speaker der Nationalversammlung. Sie war Gesundheitsministerin von Mauritius und diente vom 11. Mai 2010 bis zur Auflösung der Koalitionsregierung der Mauritian Labour Party und des Militant Socialist Movement (MSM) im Juli 2011 in dieser Funktion. Sie diente im Kabinett von Navin Ramgoolam. Von 2005 bis 2014 wurde sie als zweite Parlamentsabgeordnete im Wahlkreis Nr. 14, Black River und La Savanne, gewählt. Sie ist Mitglied des Militant Socialist Movement und war die erste Frau, die das Amt der Sprecherin innehatte.
Hanoomanjee war davor Beamte und trat 2005 als Permanent Secretary for Finance and Health zurück, bevor sie sich offiziell der MSM anschloss. Sie wurde 2015 am Nationaltag von Präsident Kailash Purryag mit dem Order of the Star and Key of the Indian Ocean (GCSK, Grand Commander) ausgezeichnet. Maya Hanoomanjee ist seit 40 Jahren verheiratet und hat drei Töchter.

## Leben

### Familie
Hanoomanjee entstammt der Ghose-Familie, welche mit der Familie Ballah verbunden ist. Sie ist die Cousine ersten Grades von Sarojini Ballah und Schwägerin von Anerood Jugnauth. Sie ist auch die Cousine ersten Grades des derzeitigen Premierministers Pravind Jugnauth.

### Jugend und Ausbildung
Die Grundschule Aryan Vedic School besuchte sie in Vacoas, die weiterführende Ausbildung erhielt sie am Queen Elizabeth College in Rose Hill und erwarb ihren Abschluss an der University of Mauritius. Sie war Beamte von 1971 bis 2005 und ging als Permanent Secretary im Mai 2005 in Ruhestand. Als Beamte war sie Vorsitzende des Tea Board (1996–2004), der Farmers Service Commission (1998–2004),  der Sugar Planter’s Mechanical Pool Corporation(1997–2004), der Mauritius Sugar Authority (2001–Mai 2005) und die erste Vorsitzende der Mauritius Revenue Authority von 2004 bis Mai 2005. Sie war auch im Vorstand in weiteren Komitees und Repräsentantin für Mauritius in Diskussionen auf Ebene der ACP-EU in Bezug auf das Zuckerprotokoll. Sie vertrat die Lobby in europäische Ländern, führte Verhandlungen bei der Welthandelsorganisation und nahm an internationalen Gipfeltreffen und Konferenzen teil.

### Politische Karriere
2005 trat sie dem Militant Socialist Movement (Mouvement Socialiste Militant, MSM) bei. Sie wurde 2005 von ihrer Partei im Wahlkreis Nr. 14, Black River & La Savanne, dem größten Wahlkreis auf Mauritius, nominiert und gewann die Wahlen. Sie gewann 2010 im selben Wahlkreis und wurde vom 11. Mai 2010 Gesundheitsministerin von Mauritius, bis die Koalitionsregierung der Mauritian Labour Party und der Militant Socialist Movement im Juli 2011 zusammenbrach. Während ihrer Amtszeit als Ministerin war sie im Kabinett von Präsident Navin Ramgoolam tätig und dann bis zum 6. Oktober 2014 Oppositionsmitglied. Im Dezember 2014 wurde sie zur Sprecherin der Nationalversammlung gewählt. Sie war die erste Frau, die dieses verfassungsmäßige Amt innehatte, und damit im Rang die zweithöchste Frau in der Republik nach Präsidentin Ameenah Gurib-Fakim. Außerdem wurde sie am 14. August 2015 auf der 46. Konferenz der Commonwealth Parliamentary Association (Region Afrika) in Kenia, Nairobi, zur Präsidentin der Commonwealth Parliamentary Association (Region Afrika) gewählt. Für ihre politischen, sozialen und öffentlichen Verdienste wurde ihr am 12. März 2015 die höchste Auszeichnung des Landes verliehen und sie wurde zum Grand Commander des Order of the Star and Key of the Indian Ocean (GCSK) ernannt.

## Kontroversen
1986 wurde bekannt, dass Maya Hanoomanjee, die damalige Staatssekretärin (Permanent Secretary), an einem Wochenende Diplomatenpässe ausgestellt hatte, um vier Parlamentsmitgliedern die Reise nach Amsterdam zu ermöglichen, wo sie mit 25 kg der Droge Heroin im Koffer festgenommen wurden. Dies wurde als „Amsterdam Boys“-Skandal bekannt, der auch mit der Verhaftung des Hochkommissars von Mauritius (für Großbritannien, den Vatikan und Westdeutschland), Soo Soobiah, und seiner Frau Muriel im Jahr 1989 in Zusammenhang stand. Im Jahr 2011 wurden Finanzminister Pravind Jugnauth und Hanoomanjee, damals Gesundheitsministerin, beschuldigt, öffentliche Gelder für den Kauf der Medpoint Clinic verwendet zu haben, die Pravind Jugnauths Schwester und seinem Schwager gehörte. Alle drei bestritten den Vorwurf. Sie wurde am 22. Juli 2011 von der Antikorruptionskommission (Anti-Corruption Commission, ICAC) unter dem Vorwurf verhaftet, dem Staat Verluste in Höhe von 144 Mio. Rupien verursacht zu haben, indem sie den Kauf einer familiengeführten Klinik genehmigte, die in eine staatliche geriatrische Klinik umgewandelt werden sollte. Sechs Minister der MSM-Partei traten aus dem Kabinett zurück und verurteilten die Verhaftung von Hanoomanjee. Am 11. April 2013 entließ der Direktor der Staatsanwaltschaft, der als gleichwertig mit dem Staatsanwalt angesehen wird, sie wegen fehlender stichhaltiger Beweise. Hanoomanjees Tochter Naila Hanoomanjee wurde im Oktober 2015 zum Chief Executive Officer der State Property Development Company Ltd (SPDC) und Managerin der Port Louis Waterfront und der Mahébourg Waterfront ernannt. Es gab Vorwürfe, dass Gesetze missachtet wurden um ihr entgegenzukommen, während Hanoomanjee die Behauptungen mit der Begründung zurückwies, dass ihre Tochter mehrere Auswahlverfahren durchlaufen habe und aufgrund ihrer Leistung ausgewählt worden sei.